# Johannes de Doperkerk (Utrecht)
De Johannes de Doperkerk was een rooms-katholieke parochiekerk gevestigd aan het Plettenburgplantsoen 2 in de Nederlandse stad Utrecht. De kerk was gewijd aan Johannes de Doper.

## Geschiedenis
In 1952 werd de nieuwe parochiekerk gebouwd voor de wijk Hoograven. De kerk is gebouwd in traditionalistische stijl en werd ontworpen door Johannes van Hardeveld en Petrus Starmans. Wegens teruglopend kerkbezoek fuseerde de parochie in 1992 met de Sint-Bernardusparochie en betrokken het nieuwe kerkgebouw aan de Oranje-Nassaulaan. Het oude kerkgebouw werd vervolgens gesloopt. De drie luidklokken van de kerk zijn gekocht door de Stichting Luidklokkenfonds Stad Utrecht (ressorterend onder het Utrechts Klokkenluiders Gilde) en opgehangen in de toren van de Jacobikerk in Utrecht.
Historische kerkgebouwen:
Sint-Augustinuskerk · Buurkerk · Sint-Catharinakathedraal · Domkerk · Doopsgezinde kerk · Geertekerk · Jacobikerk · Jacobuskerk · Janskerk · Kerkenkruis · Lutherse Kerk · Mariakerk · Maria Minor · Nicolaïkerk · Pieterskerk · Sint-Gertrudiskathedraal · Sint-Martinuskerk · Sint-Salvatorkerk · Sint-Willibrordkerk · Westerkerk

Overige kerkgebouwen:
Adventkerk · Bethelkerk · Blijde Boodschapkerk · Gerardus Majellakerk · Heilig Hartkerk · Holy Trinity Church · H. Johannes de Doper en H. Bernarduskerk · Johanneskerk · Mattheüskerk · Nieuwe Kerk · Sint-Aloysiuskerk ·Sint-Antoniuskerk · Sint-Dominicuskerk · Sint-Gertrudiskerk · Sint-Jacobuskerk · Sint-Josephkerk · Sint-Rafaëlkerk · Stefanuskerk · Tuindorpkerk · Wederkomst des Herenkerk · Wilhelminakerk · Willem de Zwijgerkerk

Deels gesloopte kerken:
Oranjekerk

Gesloopte kerken:
Christus Koningkerk · Begijnekerk · Heilig Kruiskapel · Johannes de Doperkerk  · Julianakerk · Lucaskerk · Onze-Lieve-Vrouw-van-Goede-Raadkerk · 
Onze-Lieve-Vrouw-ten-Hemelopnemingkerk · Oosterkerk · Sint-Bernarduskerk · Sint-Dominicuskerk (Walsteegkerk) · Sint-Ludgeruskerk · Sint-Monicakerk · Sint-Nicolaaskerk · Sint-Pauluskerk · Sint-Salvatorkerk · Vaartkerk · Zuiderkerk

Voormalige kerken:
Emmaüskerk · Noorderkerk · Leeuwenbergkerk · Sint-Isidoruskerk

Lijst van kerken in Utrecht